# Tasha Andrews
Natasha Tasha Andrews-Hunter (apellido de soltera: Andrews) es un personaje ficticio de la serie de televisión australiana Home and Away, interpretada por la actriz Isabel Lucas del 2003 al 2006. 

## Biografía
Natasha es hija de Angela Angie Russell e Ian Osbourne.
Después de ser dada en adopción por sus padres biológicos, Tasha fue adoptada por Mike y Jenny Andrews, una pareja que vivía en aislamiento y que creía que el mundo estaba a punto de terminar. Después de que murieron, Tasha fue encontrada por Max Sutherland, quien la llevó con Irene Roberts. Poco después se reveló que Tasha era la hija biológica de Angie Russell. 
Tasha es muy buena amiga de Kit Hunter, Kim Hyde y Martha MacKenzie - Holden, y veía a Kane Phillips como un hermano mayor.
Poco después comenzó a salir con Robbie Hunter, el único chico que no estaba interesado en aprovecharse de su ingenuidad. Después de un tiempo, la relación terminó cuando Tasha se unió a un culto que se hacía llamar los "Believers". Sin embargo, poco después se reconciliaron y se casaron. Luego Tasha descubrió que estaba embarazada y creyó que había sido violada por Jonah Abraham, un miembro del culto. Sin embargo, se descubrió que Jonah era infértil y el verdadero violador nunca fue revelado. Robbie aceptó a la bebé como suya y en el 2006 nació la pequeña Ella Hunter. Al final se mudaron a Boston, Estados Unidos, a vivir con Josie Russell, la tía de Tasha. Tasha, Robbie y Ella Hunter Picture